# Den maskerede dame
Den maskerede dame (originaltitel La dame masquée) er en fransk stumfilm fra 1924 instrueret af Viktor Tourjansky.

## Medvirkende
- Nathalie Kovanko som Hélène Tesserre
- René Maupré som Jean
- Jeanne Brindeau som Madame Doss
- Nicolas Koline som Michel
- Nicolas Rimsky som Li
- Sylvio De Pedrelli som Girard
- Madame Alama som Mrs. Tesserre
- Boris de Fast som Robin